# Frank Gambatese
Frank Gambatese (* 1935 oder 1936) ist seit 2003 der Bürgermeister von South Brunswick im US-Bundesstaat New Jersey. 
Gambatese studierte an der Rutgers University und arbeitete als Buchhalter. Von 1998 bis 2002 war er stellvertretender Bürgermeister von South Brunswick und wurde 2002 erstmals zum Bürgermeister dieser Gemeinde gewählt. 2006 wiedergewählt gewann der Demokrat auch die Wahlen 2010 gegen den republikanischen Herausforderer Michael Kushwarra sowie die unabhängige ehemalige Bürgermeisterin Debra Johnson. Gambateses dritte Amtszeit endet am 31. Dezember 2014.